# رالف براون (لاعب كرة قدم أمريكية أمريكي)
رالف براون (بالإنجليزية: Ralph Brown)‏ هو لاعب كرة قدم أمريكية أمريكي، ولد في عقد 1920.